# Лажни цар
Лажни цар је југословенски, црно-бели филм снимљен 1955. године који је режирао Велимир Стојановић а сценарио је написао Ратко Ђуровић по поеми Петра II Петровића Његоша, Лажни цар Шћепан Мали.